# Ізабель Аджані
Ізабе́ль Ясмі́н Аджані́ (фр. Isabelle Yasmine Adjani; нар. 27 червня 1955, Париж) — французька акторка, співачка і продюсерка, володарка багатьох престижних кінопремій. Громадська діячка.

## Біографія

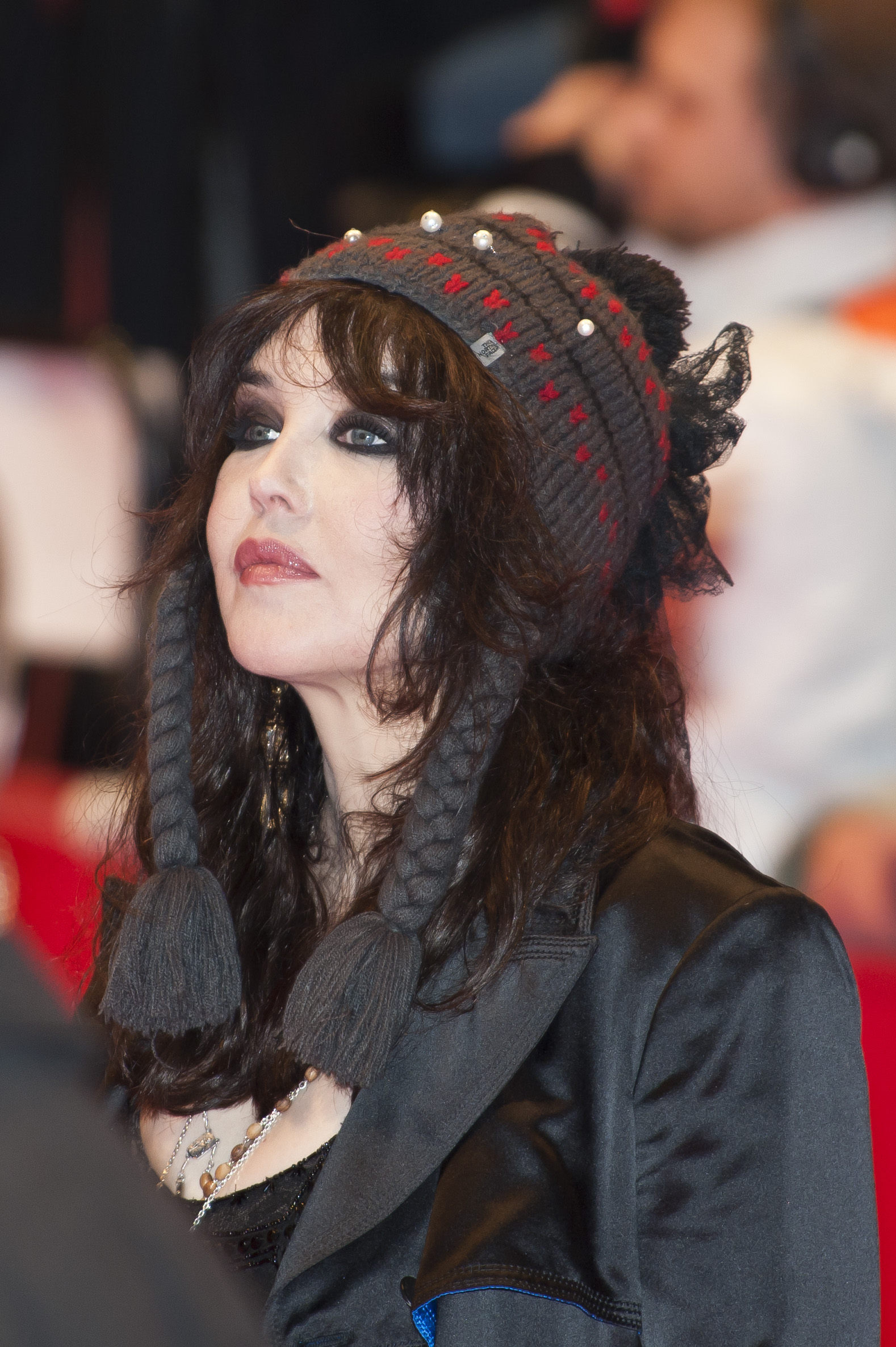
Ізабель Аджані на Берлінському кінофестивалі, 2010 рік

Народилася 27 червня 1955 року в Парижі (за іншими даними — в Баварії) в родині німкені та алжирця турецького походження.
Як акторка дебютувала в 1969 році у фільмі «Маленький вугляр» (Le petit bougnat) — причому знімалася під час літніх канікул. Потім працювала в театрі «Комеді Франсез», де ще в 17 років була відмічена критикою. Славу принесла головна роль у фільмі Франсуа Трюффо «Історія Аделі Г.». За цю роль Аджані була номінована на «Оскар». Після цього Аджані знімалася у найкращих режисерів — Поланського, Бессона, Беккера. І майже усі ці ролі були трагічними.
У 1981 році 26-річна акторка отримала перший «Сезар» за роль у фільмі «Одержима бісом» (режисер — Анджей Жулавський). Ця ж роль разом з роботою у фільмі «Квартет» Джеймса Айворі принесла Аджані Срібну премію за найкращу жіночу роль Каннського кінофестивалю. В 1983 Аджані отримує другий «Сезар» за «Убивче літо» режисера Жана Беккера.
У 1988 році Ізабель Аджані дебютувала як продюсерка у фільмі Бруно Нюйттена «Каміла Клодель». В цьому ж фільмі вона зіграла головну роль, яка принесла її третій «Сезар» та нагороду за найкращу жіночу роль на Берлінському кінофестивалі. За цю ж роль Аджані була номінована на «Оскар».
У 1993 році роль королеви Марго в однойменному фільмі режисера Патріса Шеро принесла Аджані четвертий «Сезар». Вп'яте акторка отримала цей приз у 2010 році за фільм Жана-Поля Лілієнфельда «Останній урок».
Ізабель Аджані не була в шлюбі. Має двох синів: від оператора і режисера Бруно Нюйттена та англійського актора Деніела Дей-Льюїса. 2004 року Аджані збиралася одружитися з французьким музикантом і композитором Жаном-Мішелем Жарром, проте весілля не відбулося.

## Громадська та інша діяльність
Ізабель Аджані очолює ряд громадських рухів, бореться проти голоду і расизму, захищає Салмана Рушді, демократію в Алжирі. Вона — голова комісії з авансів при Національному кіноцентрі Франції, яка займається розподілом фінансових коштів, що спрямовуються на розвиток національного кінематографу. У 1997 році вона очолювала журі ювілейного 50-го Каннського кінофестивалю.
Крім зйомок у фільмах, Адждані грає на сцені театрів, записує музичні альбоми. 1983 вона записує свій перший музичний диск. Кліп співачки знімає також починаючий тоді режисер Люк Бессон. З короткого досвіду співпраці пізніше народиться абсолютно культова Підземка, що остаточно і назавжди закріпила зоряний статус Аджані.

## Фільмографія
- 1969 — Маленький вугляр /Le petit bougnat-Роуз
- 1971 — Фостін і прекрасне літо /Faustine-Каміль
- 1972 — Школа дружин /L'école des femmes
- 1974 — Ляпас /La gifle
- 1975 — Історія Аделі Г. /L'Histoire d'Adèle H.
- 1976 — Віолетта і Франсуа /Violette et François-Віолетта
- 1976 — Мешканець /Le locataire-Стелла
- 1976 — Бароко /Barocco-Лаура
- 1978 — Водій /The Driver-гравець
- 1979 — Сестри Бронте /Les Soeurs Bronte-Емілі Бронте
- 1979 — Носферату — привид ночі /Nosferatu, Phantom der Nacht-Люсі Харкер
- 1980 — Клара і шикарні типи /Clara et les Chics Types-Клара
- 1981 — Весь вогонь, все полум'я /Tout feu, tout flamme-Пауліна
- 1981 — Квартет /Quartet-Марія Целль
- 1981 — Одержима бісом /Possession-Ганна,Хелен
- 1981 — У наступному році, якщо все буде добре /L'année prochaine, si tout va bien -Ізабель
- 1982 — Смертельна облава /Mortelle randonnee-Катаріна Лейріс,Люсі,«Марія»
- 1982 — Антоніета /Antonieta-Антоніета Рівас Меркадо
- 1983 — Убивче літо /L'été meurtrier
- 1985 — Підземка /Subway
- 1986 — /T'as de beaux escaliers tu sais
- 1987 — Іштар /Ishtar
- 1988 — Каміла Клодель /Camille Claudel-Каміла Клодель
- 1993 — Отруйний роман /Toxic Affair-Пенелопа
- 1994 — Королева Марго /La Reine Margot
- 1995 — Сто й одна ніч кіно
- 1996 — Дияволиці /Diabolique-Міа Баран
- 2001 — Каяття /La repentie-Шарлотта,Лейла
- 2002 — Адольф /Adolphe-Елеонора
- 2003 — Щасливої дороги! /Bon voyage-Вів'єн Денверс
- 2003 — Пан Ібрагім та квіти Корану /Monsieur Ibrahim et les fleurs du Coran-зірка
- 2009 — Останній урок /La journée de la jupe-Соня Бержерак
- 2010 — Останній Мамонт Франції /Загублена любов
- 2011 — Насильно /Комісар Клара Даміко
- 2012 — Давид і мадам Ансен /мадам Ансен
- 2014 — Красуні в Парижі /Марі Еліз
- 2016 — Кароль Матьє /Кароль Матьє
- 2022 — Петер фон Кант /Peter von Kant-Сідоні
- 2024 — Бажання / Wish
- 2024 — Чудова пара / The Perfect Couple